# Villa Hidalgo (Sonora)
Villa Hidalgo è una municipalità dello stato di Sonora nel Messico settentrionale, il cui capoluogo è la località omonima.
Conta 1.523 abitanti (2010) e ha una estensione di 1.471,65 km².
Il nome della località ricorda Miguel Hidalgo, eroe della guerra d'indipendenza del Messico.